# Kriegsmuseum (Athen)

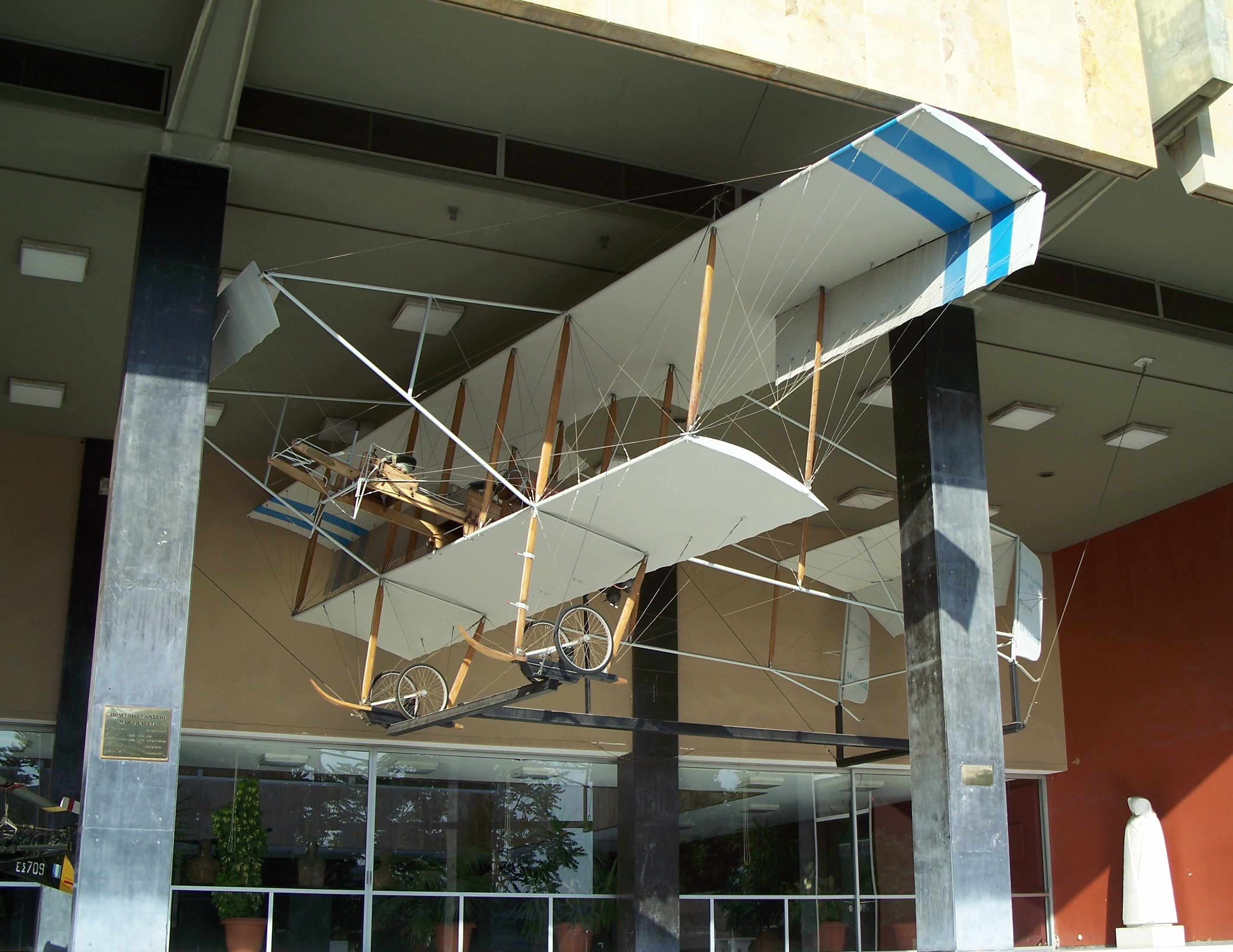
Henry Farmans „Daedalus“, das erste Militärflugzeug Griechenlands

Das Kriegsmuseum ist das zentrale militärgeschichtliche Museum Griechenlands und beherbergt die historische Waffensammlung des griechischen Verteidigungsministeriums.

## Geschichte
Im Jahr 1964 beschloss die damalige griechische Regierung die Gründung eines zentralen Museums zur Militärgeschichte Griechenlands. Der Bau war von der Militärjunta beschlossen worden. Die Gründung des Museums erfolgte im Jahr 1969 und der Bau des Museum wurde 1972 begonnen. Entworfen wurde das Gebäude von Thukydidis Valentis. Das seinerzeit moderne Gebäude zeigt teilweise architektonische Einflüsse des Bauhaus-Stils.
Die Einweihung des Museums übernahm am 18. Juli 1975 der Präsident der Griechischen Republik, Konstantinos Tsatsos, gemeinsam mit dem Verteidigungsminister, Evangelos Averoff.
Das Museum hat das Ziel, Gegenstände und Dokumente zu kriegerischen beziehungsweise militärischen Auseinandersetzungen in der Geschichte Griechenlands zu sammeln, zu erhalten und für die Öffentlichkeit dokumentiert zugänglich zu machen. Weiterhin dient es als zentrale Forschungseinrichtung der Kriegsgeschichte Griechenlands beginnend in der frühen Bronzezeit bis hin zur Gegenwart.
Das Kriegsmuseum von Athen hat inzwischen durch die Zusammenführung von Sammlungen und um eine moderne museumspädagogische Arbeit zu ermöglichen, Zweigstellen in Thessaloniki, Kalamata, Nafplio, Chania, Tripolis und Chalkida.

## Lage
Das Museum liegt an exponierter Lage an der Vassilis Sophia Avenue im Zentrum von Athen.
Das Haus von General Napoleon Zervas im Stadtteil Metaxourgeio fungiert auch als Nebengebäude des Museums.

## Ausstellungsinhalt
Der öffentliche Ausstellungsbereich des Museums dient der Darstellung der militärischen Konflikte, an denen Griechenland im Lauf der Geschichte beteiligt war.
Im pädagogischen Bereich wird das Museum regelmäßig als Ausflugsziel für schulische Exkursionen genutzt.
Die Ausstellung unterteilt sich in zehn Säle:
- Saal 1 – Waffen der Steinzeit und der Bronzezeit, Schwerpunkt Mykene
- Saal 2 – Antike
- Saal 3 – Byzanz
- Saal 4 – Die Franken
- Saal 5 und 6 Der griechische Unabhängigkeitskrieg
- Saal 7 – Der frühe griechische Staat
- Saal 8 – Die Balkankriege 1912–1913
- Saal 9 – Die Balkankriege und der Erste Weltkrieg
- Saal 10 – Zweite Weltkrieg und Besatzungszeit

Auch Exponate des griechischen Expeditionskorps in Korea und ein Raum mit Exponaten im Zusammenhang mit der EOKA und der türkischen Invasion Zyperns im Jahr 1974 ist vorhanden.
In Vitrinen werden asiatische und orientalische Waffen präsentiert.
Der ehemalige griechische Offizier der Artillerie, Petros Saroglou, vermachte dem Museum eine umfassende Waffensammlung. Es sind Exponate aus diversen Herkunftsländern zu sehen, einige davon gelten als sehr selten und dementsprechend wertvoll. Für das Museum besonders bedeutsam sind die Waffen der griechischen Revolution.
Größere Artilleriewaffen verschiedener Epochen werden im Freigelände des Museums präsentiert. Diese werden durch ehemalige Flugzeuge der griechischen Luftwaffe, von denen der Museumsverbund mehrere Exemplare besitzt (z. B. der Starfighter) oder die für das Museum in Athen besondere Bedeutung besitzen (z. B. „Daidalos“), ergänzt. Durch den Zusammenschluss der Museen wurden einige wichtige Flugzeuge in das Museum der Griechischen Luftstreitkräfte überführt. Zu den seltenen Waffen im Außengelände gehören zwei von nur fünf erhaltenen Fahrpanzern.

## Archiv
Das militärgeschichtliche Archiv umfasst eine Sammlung von 400 Karten aus dem 15. Jahrhundert und Personenakten, Korrespondenzen, Militärtagebücher und Truppenbefehle aus dem 19. und 20. Jahrhundert. Das Fotoarchiv verfügt für den Zeitraum von 1897 bis hin zu aktuellem Bildmaterial etwas mehr als zwanzigtausend Fotografien. Die 1976 gegründete Bibliothek des Museums umfasst mehr als 25.000 Bände griechischer und ausländischer Publikationen zu überwiegend militärischen Themen. Das verfügbare Kartenmaterial und die Stiche behandeln hauptsächlich den historischen und aktuellen griechischen Staatsraum.

## Andere Aufgaben
Der wissenschaftliche Bereich des Kriegsmuseums verfügt über eine Forschungs- und Studienabteilung und über eine Restaurationsabteilung mit fünf Werkstätten. Die Werkstätten dienen der Erhaltung und Pflege in fünf unterschiedlichen Schwerpunkten: Metalle, Waffen, Karten, schriftliche Dokumente und Gemälde.
Für die Präsentation der Forschungsergebnisse steht ein Konferenzzentrum mit einem Hörsaal, einem Schulungsraum, einem Atrium und dem zugehörigen Foyer zur Verfügung.

## Sonderausstellungen
Der Ausstellungsbetrieb in der Dauerausstellung wird durch regelmäßige Ausstellungen zu ergänzenden Themen attraktiv gehalten.
Unter dem Motto „Design für alle“ wurde 2004 eine Sonderausstellung zum Design von einfachen Hilfsmitteln bis hin zu Prothesen gezeigt.